# 岐阜県道85号金山上之保線
岐阜県道85号金山上之保線 （ぎふけんどう85ごう かなやまかみのほせん）は、岐阜県下呂市金山町戸部から岐阜県関市上之保に至る主要地方道（岐阜県道）である。

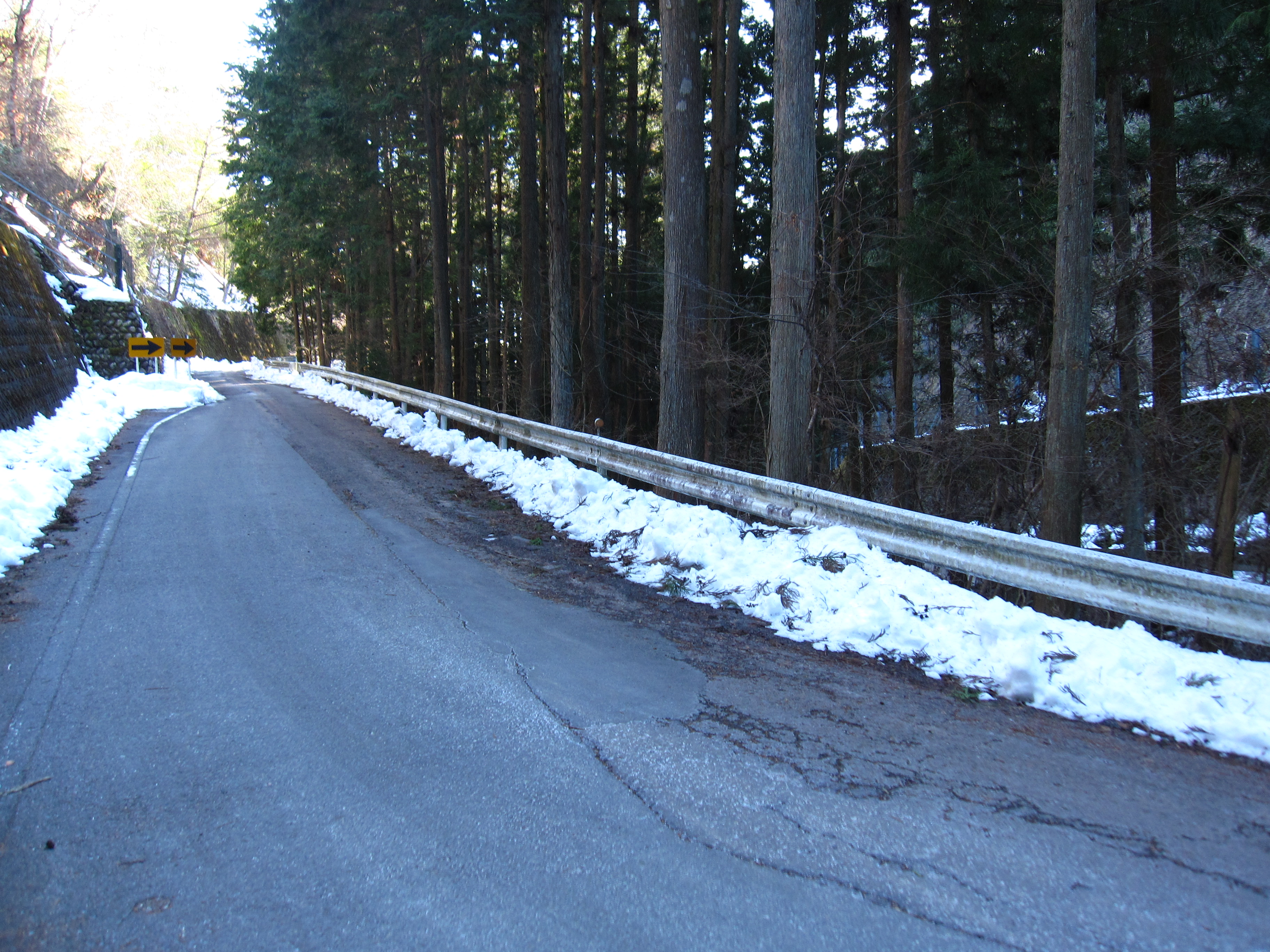
関市上之保地内 放生峠

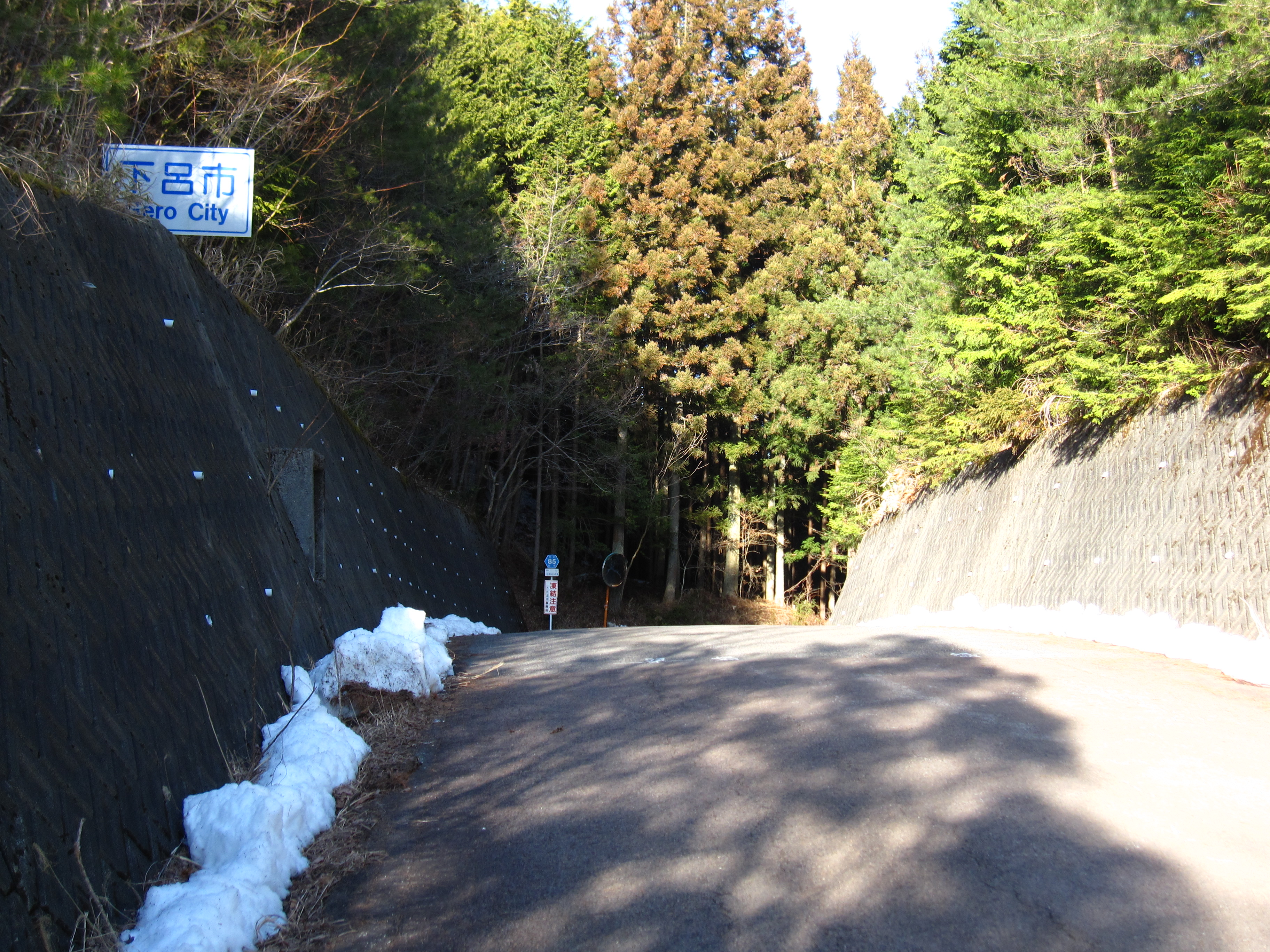
放生峠 関市・下呂市の境界

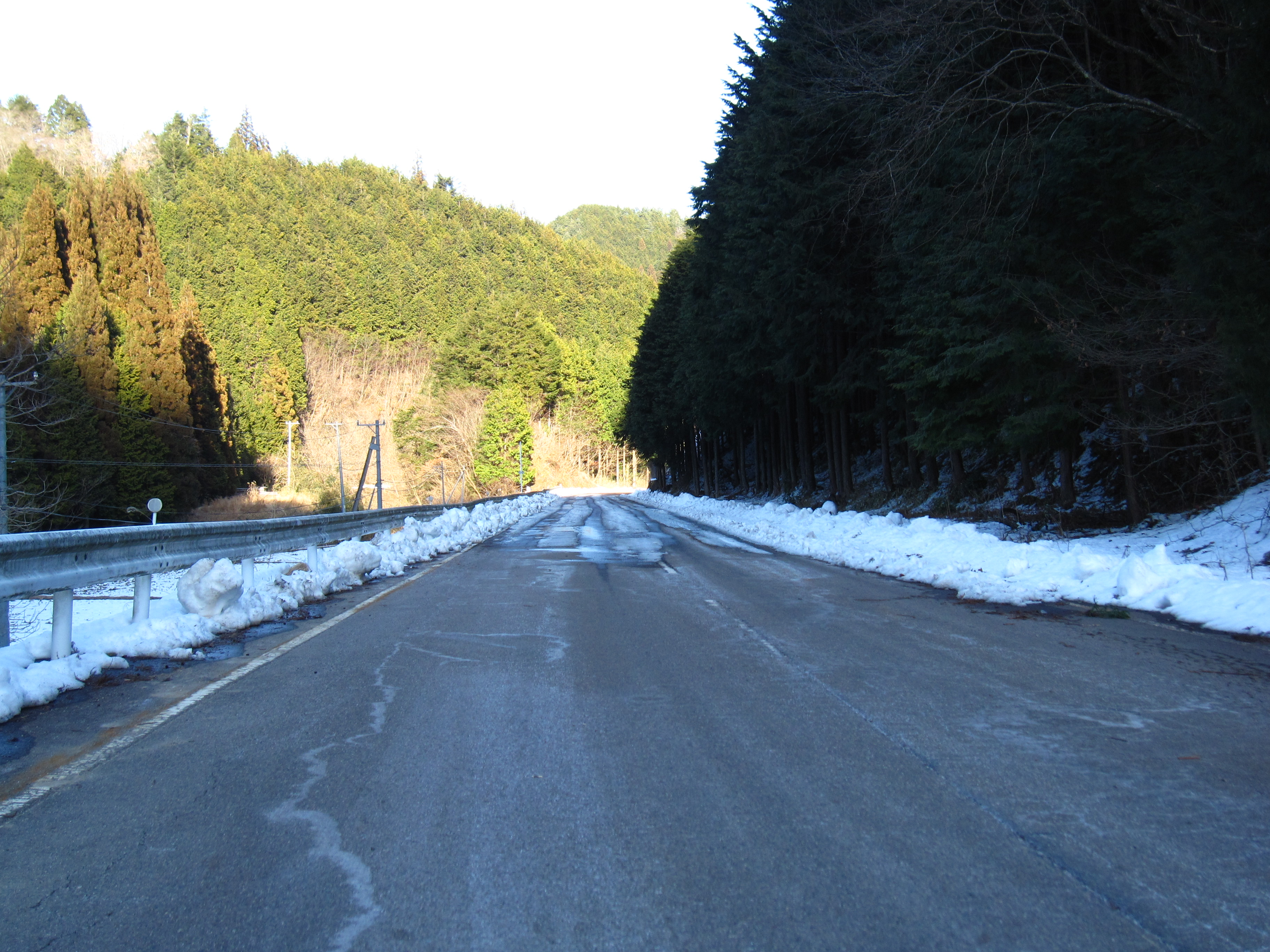
下呂市金山町戸部地内

## 概要
下呂市金山町戸部の岐阜県道86号金山明宝線交点を起点に戸川（木曽川水系馬瀬川支流）沿いに南西に向かう。放生峠を越え、関市に入ると津保川に沿って南西に進む。上之保総合事務所付近にある関市上之保の岐阜県道63号美濃加茂和良線交点が終点。

### 路線データ
- 始点：岐阜県下呂市金山町戸部（岐阜県道86号金山明宝線交点）
- 終点：岐阜県関市上之保（岐阜県道63号美濃加茂和良線交点）
- 総延長：約19.97km

## 通過する自治体
- 岐阜県
  - 下呂市
  - 関市

## 接続路線

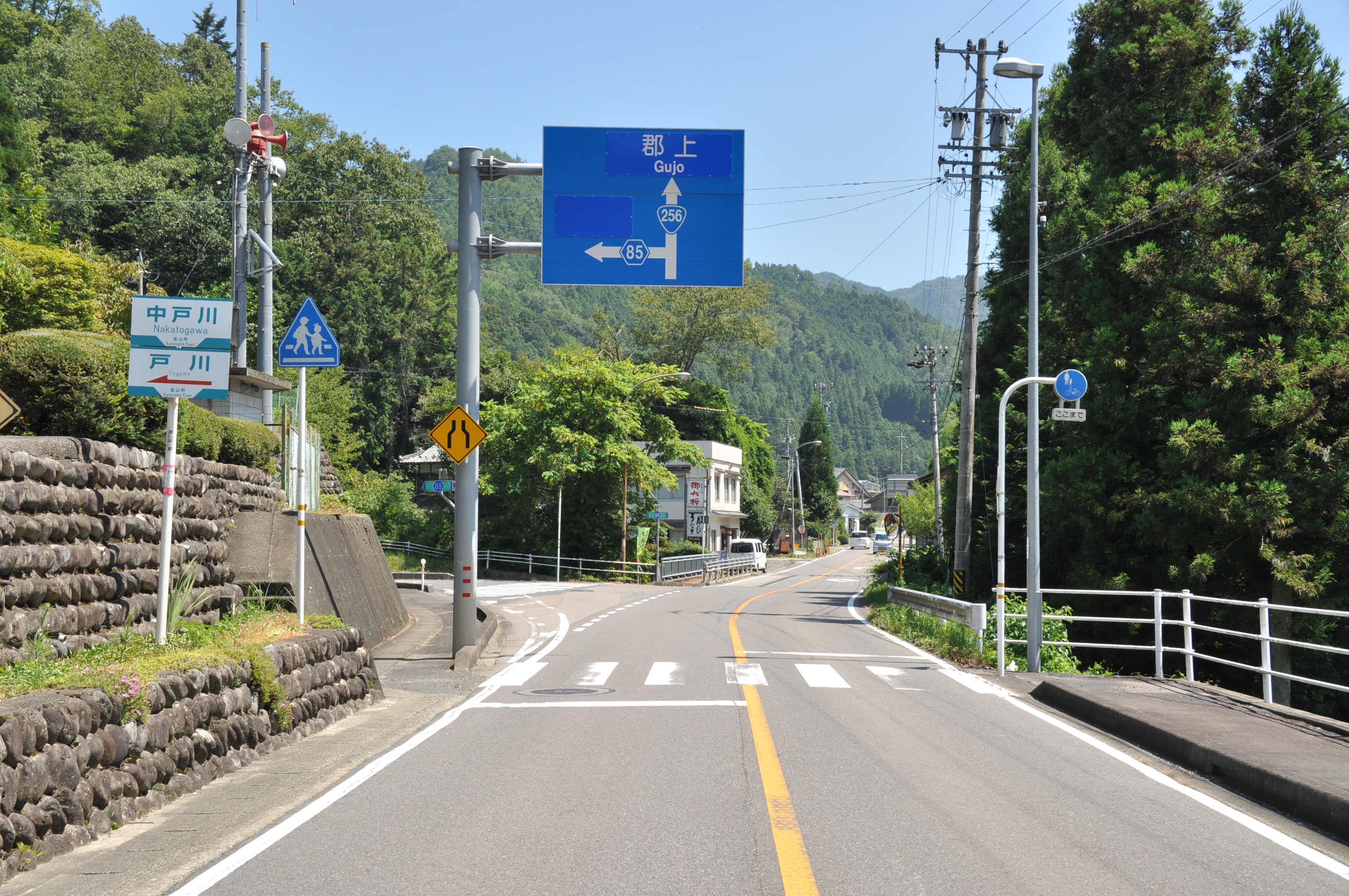
下呂市金山町戸部 岐阜県道86号金山明宝線交点

- 岐阜県道86号金山明宝線（下呂市金山町戸部）
- 岐阜県道294号上之保下袋坂線（関市上之保）
- 岐阜県道63号美濃加茂和良線（関市上之保）

## 周辺
- 馬瀬川
- 津保川
- 放生峠
- 関市上之保総合事務所